# Recologne (Haute-Saône)
Recologne é uma comuna francesa na região administrativa de Borgonha-Franco-Condado, no departamento de Alto Sona. Estende-se por uma área de 1,15 km². Em 2010 a comuna tinha 35 habitantes (densidade: 30,4 hab./km²).